# Cardiaspina spinosula
Cardiaspina spinosula är en insektsart som först beskrevs av Victor Antoine Signoret 1879.  Cardiaspina spinosula ingår i släktet Cardiaspina och familjen rundbladloppor. Inga underarter finns listade i Catalogue of Life.